# Alexeï Borodine
Pour les articles homonymes, voir Borodine (homonymie).
Alexeï Mikhaïlovitch Borodine (russe : Алексе́й Михайлович Бороди́н ; né le 30 juin 1975) est un mathématicien russe, professeur de mathématiques au Massachusetts Institute of Technology.

## Recherches
Ses recherches portent sur la théorie de la représentation asymptotique, les relations avec les matrices aléatoires et les systèmes intégrables, ainsi que sur la formulation de la monodromie par équation aux différences.

## Éducation et carrière
Borodine est né à Donetsk, il est le fils de Mikhail Borodine, professeur de mathématiques à l'Université d'État de Donetsk. Il a concouru pour l'Ukraine aux Olympiades internationales de mathématiques en 1992, où il a remporté une médaille d'argent. La même année, il a commencé à étudier les mathématiques à l'Université d'État de Moscou et (à cause de l'effondrement de l'Union soviétique) a été contraint de choisir entre les citoyennetés ukrainienne et russe, décidant alors d'être russe. Il est diplômé de l'Université d'État de Moscou en 1997 et a reçu une maîtrise en informatique et en sciences de l’information et un doctorat en mathématiques de l'Université de Pennsylvanie,.
Il a été chercheur à l'Institut Clay et chercheur à l'Institute for Advanced Study à Princeton, dans le New Jersey. Ensuite, il a enseigné au California Institute of Technology de 2003 à 2010, avant de passer au MIT. En 2016-2017, il a été membre du Radcliffe Institute de l'Université Harvard.

## Prix et distinctions
En 2008, Borodine a remporté le prix de la Société mathématique européenne, l'un des dix prix décernés tous les quatre ans pour l'excellence d'un jeune chercheur en mathématiques. En 2010, il est l'un des quatre professeurs de Caltech invités à présenter leurs travaux au Congrès international des mathématiciens. En 2015, il a remporté le prix Loève et le prix Henri-Poincaré.